# Треванте Роудс
Треванте Роудс (англ. Trevante Rhodes; нар. 10 лютого 1990, Пончатула, Луїзіана, США) — американський актор.

## Біографія
Народився в Пончатула, Луїзіана, США, але родина переїхала в Даллас, де мама працювала бухгалтеркою в місцевій нафто-газовій компанії. Під час навчання в Техаському університеті в Остіні допоміг посісти призове місце техаській команді в естафеті на 400 метрів у чемпіонаті 2011 року.

## Кар'єра
Роудса привів в акторський світ випадок. Під час пробіжки його зупинив агент з підбору акторів, він тоді ще був студентом. Так він потрапив на кастинг драми «Джо», хоча Треванте не отримав роль, але це допомогло йому стати тим, ким він зараз є. 2014 року дебютував в іспанській стрічці «Відчинені вікна», а 2015 року почав зніматися у телесеріалі «Якщо любити тебе неправильно». Наступного року вийшла в прокат стрічка «Місячне сяйво», актор виконав головну роль. Фільм був високо оцінений критиками та отримав десятки номінацій та нагород.

## Фільмографія

### Фільми
| Рік  | Назва             | Оригінальна назва  | Роль           | Примітки               |
| ---- | ----------------- | ------------------ | -------------- | ---------------------- |
| 2014 | «Відчинені вікна» | Open Windows       | Браян          | в титрах не зазначений |
| 2015 |                   | The Night Is Young | Джордж         |                        |
| 2016 |                   | The Infamous       | Маркус         | телефільм              |
| 2016 |                   | Lady Luck          | Деріл          |                        |
| 2016 | «Місячне сяйво»   | Moonlight          | Шарон / «Блек» |                        |
| 2016 | «Шангри-Ла С'ют»  | Shangri-La Suite   | Майк           |                        |
| 2017 |                   | Burning Sands      | Фернандер      |                        |
| 2017 | «Пісня за піснею» | Song to Song       | TR             |                        |
| 2017 |                   | Smartass           | Майк           |                        |
| 2018 | «12 мужніх»       | 12 Strong          | Бен Майло      |                        |
| 2018 | «Хижак»           | The Predator       | Небраска       |                        |
| 2018 | «Пташиний короб»  | Bird Box           | Том            |                        |

### Серіали
| Рік       | Назва                          | Оригінальна назва      | Роль         | Примітки    |
| --------- | ------------------------------ | ---------------------- | ------------ | ----------- |
| 2014      | «Злочинні зв'язки»             | Gang Related           | Молодий Лорд | 1 епізод    |
| 2015-2016 | «Якщо любити тебе неправильно» | If Loving You Is Wrong | Рамсі Волтер | 10 епізодів |
| 2016      | «Край „Дикий Захід“»           | Westworld              | бакалавр     | 1 епізод    |

| 2022 | «Майк» | Mike |  Майк Тайсон | 8 епізодів |